# Convent de les Agustines del Corpus Christi
El Convent de les Agustines del Corpus Christi; o com popularment se li coneix, les Agustines, és un conjunt monàstic pertanyent a la branca femenina de l'Orde de Sant Agustí, situat a la ciutat de Múrcia (Regió de Múrcia, Espanya), concretament a la plaça de les Agustines, en el que antigament era raval de l'Arrixaca, avui dia conegut com a barri de Sant Andreu.
L'immoble actual, una de les construccions conventuals més destacades del barroc murcià i de les de major envergadura de la ciutat, és el tercer convent que ha gaudit aquesta ordre a Múrcia. Guarda en el seu interior un important patrimoni.

## Història
El 14 de març de 1615 van arribar a Múrcia les fundadores del convent de les Agustines, la comunitat de les quals es regeix per les constitucions del Beat Juan de Rivera. El primer convent es va aixecar en part de l'emplaçament que avui contemplem, un petit edifici monàstic situat al carrer Santa Cecilia. La mala edificació o les avingudes del riu Segura van aconsellar la demolició d'aquest primer convent i la construcció d'un altre de major entitat en gran part del solar actual, finançat pel bisbe Francisco de Rojas i Borja -bisbe de Cartagena entre 1673 i 1684-, que va manar ser enterrat en el mateix.
L'augment de vocacions i la necessitat d'un temple més ampli, van aconsellar la construcció d'un tercer i definitiu monestir, l'actual, a principis del segle xviii, annexionant l'anteriorment construït. Les obres van concloure el 13 d'octubre de 1729, sent el bisbe Tomás José Ruiz Montes qui va finançar gran part d'aquestes. Va ser en aquest segle -el segle d'or murcià- quan el convent es va fer amb gran part del patrimoni escultòric, pictòric i retaulístic que disposa en l'actualitat.
En 1837, a conseqüència de la desamortització, la comunitat va abandonar l'edifici, tornant en la dècada dels 60 del mateix segle. La reina Isabel II, en la seva visita a la ciutat en 1862, va visitar el convent regalant dos dots perquè dos joves poguessin ingressar en ell.
El 20 de juliol de 1936 les monges van ser obligades a abandonar el monestir, sent convertit en presó i aquarterament. Durant la Guerra Civil l'edifici i el seu patrimoni van sofrir danys -es van perdre algunes imatges, quadres, tots els retaules excepte el retaule major i l'arxiu del convent-. No obstant això, gràcies a la labor de la Junta de Protecció del Patrimoni Artístic de Múrcia creada per l'alcalde republicà Fernando Piñuela, es va poder salvar tant el retaule major com a nombroses obres escultòriques.
Al final de la guerra civil el convent va ser utilitzat com a camp de concentració. En ell van ser internats ciutadans l'únic delicte dels quals va ser defensar la República Espanyola. Durant moltes nits de l'any 1939, milers d'ells, van ser trets per falangistes locals per afusellar-los en les tàpies del proper cementiri d'Espinardo.
En 1946 part del convent va ser convertit en refugi per a famílies que van sofrir pèrdues dels seus habitatges en les inundacions d'aquell any.

## Arquitectura

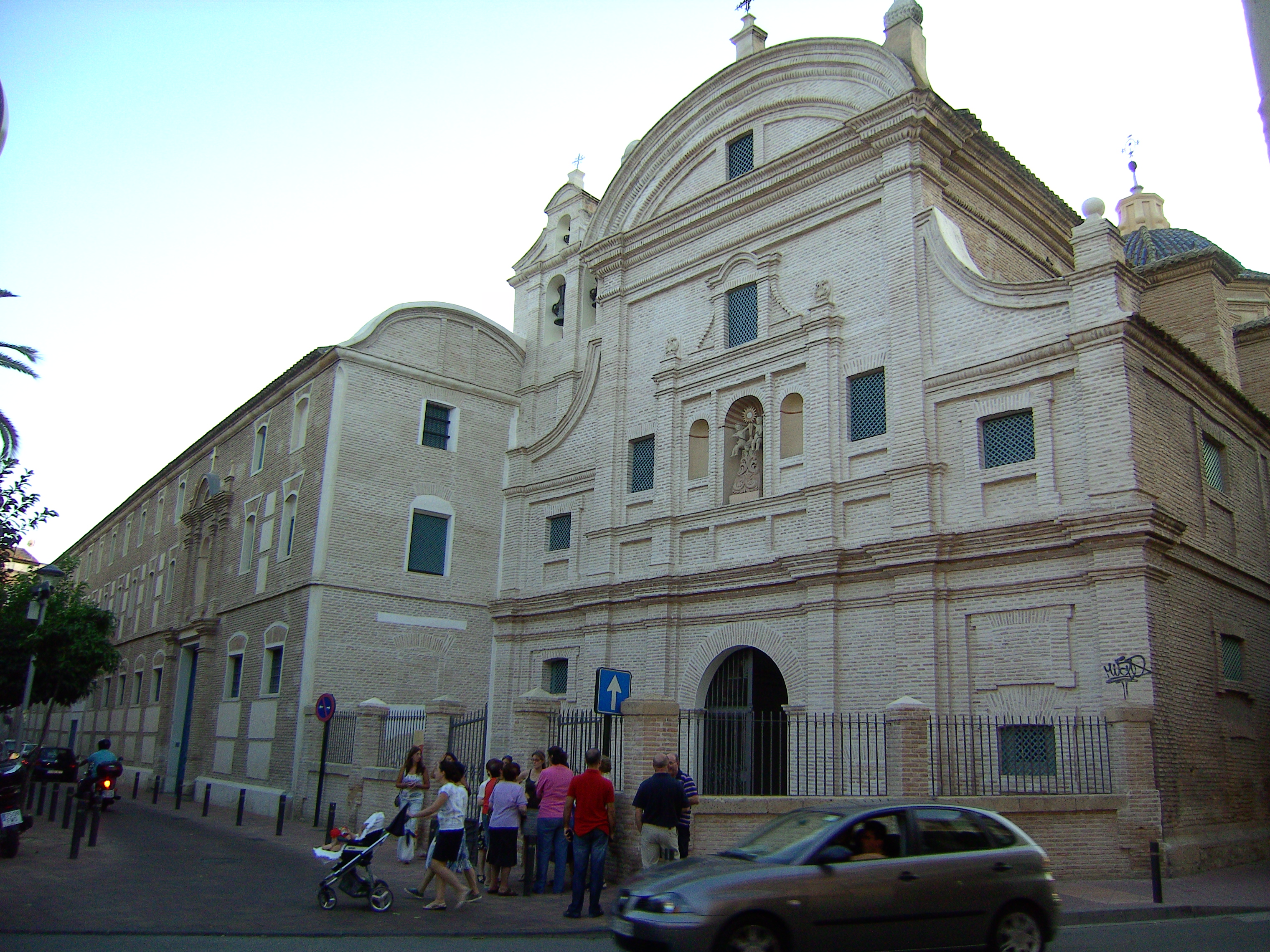
Imatge de l'església i del lateral del monestir

El conjunt arquitectònic està format pel convent pròpiament dit articulat en tres patis, l'església i l'hort monacal, presentant la mateixa disposició amb la qual va ser ideat al segle xviii malgrat els canvis d'usos efectuats al llarg de la història.
Referent al temple conventual, destaca exteriorment la façana principal, que està estructurada en dos cossos, en sentit horitzontal i tres carrers o eixos en sentit vertical, on el corresponent a la nau central és més ample que els dos laterals. Al carrer central s'obre l'arc d'accés de mig punt flanquejat per pilastres pareades. Sobre aquesta obertura d'accés es produeix una articulació arquitectònica formada per pilastres de maó entre les quals s'obre una fornícula -en la qual apareix la imatge de la custòdia que representa el Corpus Christi que dona nom al convent-, damunt es troba una finestra amb molduració també de maó.
Un àtic-frontó semicircular corona la façana rematant així la sòbria nuesa del seu traçat geomètric de maó vist. Els cossos laterals molt més baixos, només presenten sengles buits rectangulars a cada costat, unint-se per unes aletes al cos principal. A l'esquerra de la façana se situa l'espadanya-campanar.
L'església conserva a l'interior la seva traça barroca original del segle xviii. Té planta de creu llatina, amb cor alt als peus, nau dividida en tres trams, capelles laterals intercomunicades, ampli creuer cobert per cúpula sobre tambor -l'exterior del qual presenta forma octogonal amb buits alterns cecs i acristalats recoberta amb la típica teula vidriada- i presbiteri rectangular amb bell retaule. El cor baix se situa en el braç esquerre del creuer, a la zona en contacte amb el convent.
La nau central es cobreix amb volta en la qual s'obren llunetes. Sobre les naus laterals es disposa la clausura amb tribunes, comunicada amb el cor alt.
Bandes de motllures molt volades recorren l'interior de l'església, articulant els seus elements, amb línies trencades i èmfasis en el color ocre unitari. El valor estètic de l'església resideix en la voluntat clara de combinar l'austeritat i la complacència de la línia i el plànol en l'exterior amb la riquesa plàstica i cromàtica dels interiors.

## Patrimoni
Dins del patrimoni de l'església conventual destaca per sobre de tots el retaule major, obra de José Ganga Ripoll -autor igualment del destacat retaule major del convent de Santa Anna o del baldaquí de l'església del monestir de Santa Clara la Real-, retaule presidit per una de les grans obres de Francisco Salzillo, Sant Agustí (1755-1760). Conjunt de fusta policromada, es tracta d'una de les millors realitzacions de Salzillo quant a dinamisme i composició. De grandària major al natural, es representa amb indumentària episcopal. Eleva la seva mà dreta en la qual sosté una ploma, trepitjant al mateix temps als heretges col·locats diagonalment en la peanya. Destacar la varietat d'expressions en els rostres i els agitats gestos.
Altres obres de l'escola murciana presents en el temple, són les d'un dels seus predecessors, l'escultor francès Antonio Dupar amb el seu Sant Miquel, i les d'un dels seus últims representants, Roque López, amb la qual molts autors consideren és la seva obra mestra, Santa Cecilia (1783). Talla de fusta policromada i estofada. El cap de la Santa té totes les característiques dels rostres de Roque López: grans ulls, nas fi de curtes aletes, boca petita així com braços voluminosos. Santa Cecilia es presenta com una gran dama de la cort, amb vestit de festa.
El Convent de les Agustines també compta amb el Crist de l'Agonia del segle xvi. Obra anònima de fusta policromada. És conegut amb aquest nom per ser col·locat sobre un altar prop del llit de les religioses agonitzants.
Dins de la pintura, el convent destaca pels frescs de la cúpula sobre el creuer obra de Juan Ruiz Melgarejo (1680-1751) que representa una sèrie de criatures angèliques que adoren al Be Místic que reposa sobre les Sagrades Escriptures, símbol de l'Eucaristia, advocació de l'ordre.

## Relació amb la Confraria de Jesús Natzarè -Los Salzillos-
Les mares agustines conserven encara avui una bella tradició relacionada amb la Confraria del nostre Pare Jesús Natzarè de Múrcia i la seva imatge titular -El nostre Pare Jesús Natzarè-, que, custodiada en la propera Església de Jesús, es trasllada al convent des de temps immemorials el cinquè divendres de quaresma perquè les monges ho venerin -antigament també ho arreglaven i adornaven per a la seva sortida en processó-, retornant a la seva seu en el matí de Dimecres Sant, sent portat el pendó de la confraria per un majordom de la rival Archicofradía de la Sangre.